# Esrum
Esrum est une commune danoise de la région Hovedstaden et situé dans l'amt de Frederiksborg.

## Géographie
Le bourg d'Esrum est situé à une quarantaine de kilomètres au nord de Copenhague. La population de la commune s'élèvait en 2015 à 523 habitants alors que sa superficie est de 280 km². Esrum est situé à côté du lac Esrum, un des plus grands lacs du Danemark et le long de la rivière Esrum Å.

## Histoire
La bourgade d'Esrum a été le lieu de la fondation de l'abbaye d'Esrum en 1151 par l'évêque de Roskilde, Eskil de Lund.

## Liens externes

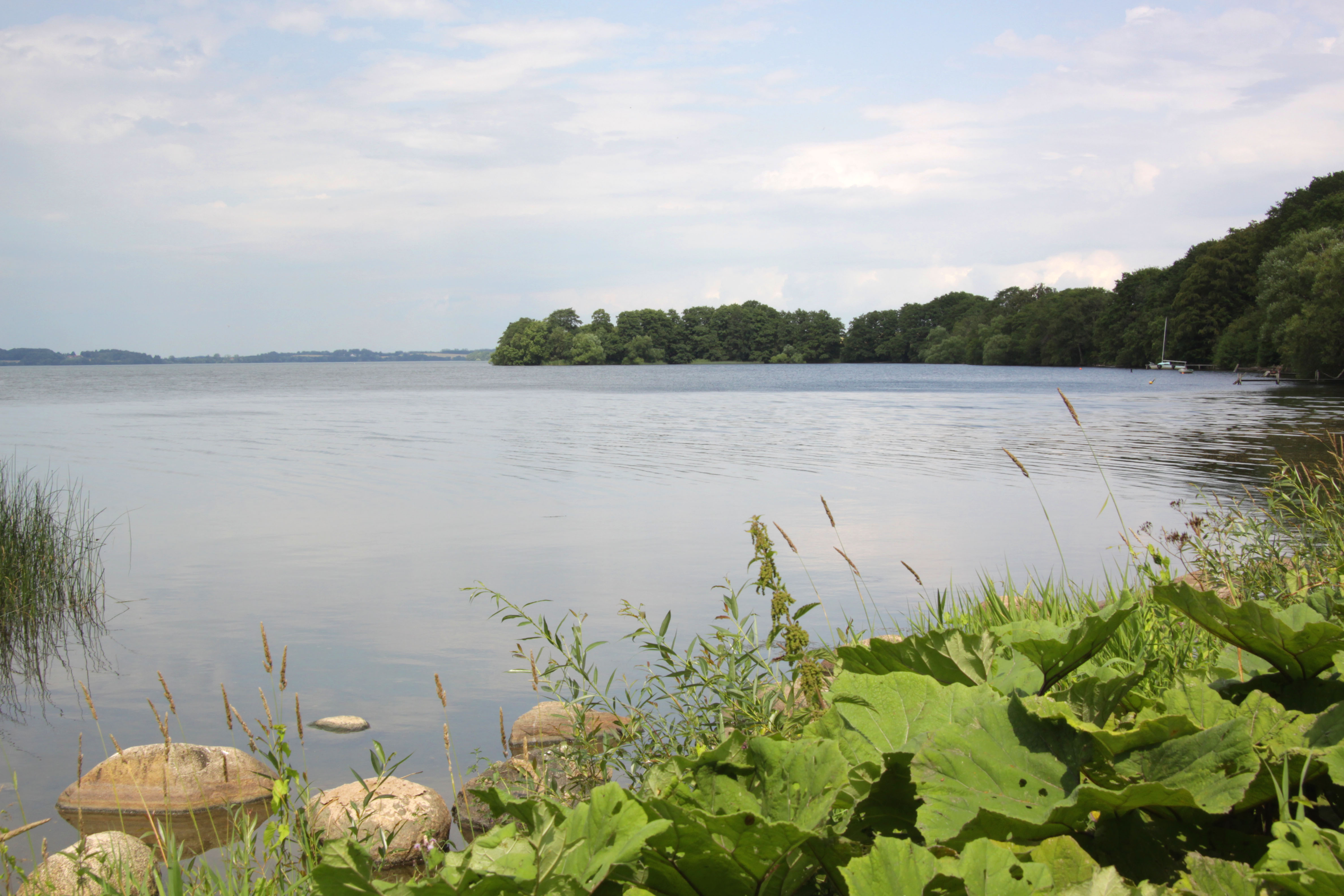
Vue du lac d'Esrum situé au sud d'Esrum.